# Alfred Loritz
Alfred Loritz (* 24. April 1902 in München; † 14. April 1979 in Wien) war ein deutscher Nachkriegspolitiker der von ihm gegründeten Partei Wirtschaftliche Aufbau-Vereinigung (WAV).

## Weimarer Republik
Der Vater von Loritz war Johann Baptist Loritz, der Stellvertreter des Regierungspräsidenten von Oberbayern war. Nach dem Abitur 1921 am Wilhelmsgymnasium München studierte Alfred Loritz Rechtswissenschaften und ließ sich als Rechtsanwalt in München nieder. 1928 bis 1932 war er Mitglied der Reichspartei des deutschen Mittelstandes (Wirtschaftspartei) und Vorsitzender des Wahlkreisverbandes Oberbayern-Schwaben. Die Wirtschaftspartei schloss ihn am 27. Mai 1932 wegen „querulatorischen Verhaltens“ aus.

## Zeit des Nationalsozialismus
Nach 1933 hatte Loritz Kontakt zu mehreren Widerstandsgruppen. 1939 wurde er aus der Rechtsanwaltskammer ausgeschlossen und floh – von den Nationalsozialisten als „Hochverräter gefährlichsten Formats“ (so die Gestapo Würzburg im Fahndungsaufruf) gesucht – in die Schweiz.

## Nach 1945
1945 gründete er die WAV und wurde deren erster Vorsitzender. 1946 wurde Loritz in die Verfassunggebende Landesversammlung Bayerns gewählt, bis 1950 gehörte er dem Bayerischen Landtag an. Von Dezember 1946 bis Juni 1947 war er bayerischer Staatsminister für Entnazifizierung.
Schon bald kam es zu Konflikten. Loritz entließ mehrere Mitarbeiter wegen angeblicher Korruption und beschnitt die Befugnisse einiger weiterer, die daraufhin ihren Rücktritt erklärten, darunter Generalkläger Thomas Dehler. Die Funktionsfähigkeit des Ministeriums litt zunehmend. Angehörige der WAV nahmen vermehrt Einfluss in die Dienstgeschäfte. Da Loritz keine zusätzlichen Polizeikräfte für die Bewachung der Internierungslager zugeteilt bekam, ließ er einen privaten Wachdienst aufstellen, der ihm persönlich unterstand und überwiegend aus Mitgliedern der WAV bestand. Dies rief nach Bekanntwerden das Missfallen der Militärregierung hervor, die eine sofortige Auflösung dieses „Kontrolldienstes“ verlangte und die in ihm „viele Merkmale einer geheimen politischen Polizei“ sah.
Direkt nach seiner Entlassung wurde er wegen angeblicher Anstiftung zum Meineid und zu Schwarzmarktgeschäften verhaftet, konnte aber im September 1947 aus der Untersuchungshaft fliehen und hielt sich im Untergrund auf. Nach erneuter Verhaftung im Oktober 1948 wurde er freigesprochen und wieder WAV-Vorsitzender. 1949 bis 1953 war er Bundestagsabgeordneter und zunächst Fraktionsvorsitzender.
1949 behauptete Loritz, für das Bürgerbräu-Attentat auf Adolf Hitler verantwortlich gewesen zu sein; Georg Elser sei nur ein Kurier gewesen.
Am 21. Juni 1951 schloss ihn die WAV-Fraktion aus, weil er plante, die WAV mit der später verbotenen rechtsextremen SRP zu fusionieren. Nachdem er am 9. September 1951 trotzdem als WAV-Parteivorsitzender wiedergewählt worden war, löste sich die Fraktion durch Übertritt zur DP auf. Am 25. März 1953 bildete Loritz mit den Abgeordneten Günter Goetzendorff, Wolfgang Hedler, Erich Langer und Otto Reindl für den Rest der Wahlperiode eine Bundestags-Gruppe der WAV.
1955 wurde Loritz wegen Anstiftung zum Meineid und zur Falschbeurkundung aufgrund von Inkorrektheiten bei der Einreichung eines Wahlvorschlages für die Bremische Bürgerschaft angeklagt. 1959 wurde er zu dreieinhalb Jahren Zuchthaus und fünf Jahren Verlust der bürgerlichen Ehrenrechte verurteilt, konnte aber vor Haftantritt nach Österreich fliehen, wo er 1962 politisches Asyl erhielt.
Richard Stöss charakterisierte Loritz im Parteienhandbuch wie folgt: „In der an pittoresken Persönlichkeiten nicht eben armen bayerischen Nachkriegszeit stach Loritz durch sein vielfach widersprüchliches Verhalten und seine schillernden Charaktereigenschaften hervor. Seine profunde humanistische Bildung und tiefe Religiosität hielt ihn von skrupelloser Demagogie und denunziatorischen Machenschaften ebenso wenig ab wie von einer mit fixen Ideen nur so gespickten politischen Scharlatanerie. Maßloser Ehrgeiz, übertriebenes Ehrgefühl, psychopathische und hypochondrische Neigungen, ein fast närrisches Verliebtsein in infantile Mätzchen und seine Fähigkeit, Vertrauen zu wecken und sich bescheiden und unbestechlich zu geben, verliehen vielen seiner Handlungen eine selbst für enge Vertraute erstaunliche Unberechenbarkeit. Fast ist man geneigt, in der Persönlichkeit Loritz gleichsam eine Personifizierung der Wirrnisse der unmittelbaren Nachkriegszeit zu sehen.“